# Bataille de Beer-Sheva (1917)
Pour les articles homonymes, voir Bataille de Beer-Sheva.
Première Guerre mondiale
Batailles
Front du Moyen-Orient
- Afrique du Nord
- Caucase
- Perse
- Dardanelles
- Mésopotamie
- Sinaï et Palestine
- Arménie
- Ctésiphon (11-1915)
- Kut-el-Amara (12-1915)
- Romani (8-1916)
- Magdhaba (12-1916)
- Révolte arabe
- Rafa (1-1917)
- Bagdad (3-1917)
- 1re Gaza (3-1917)
- 2e Gaza (4-1917)
- Aqaba (7-1917)
- Beer-Sheva (10-1917)
- 3e Gaza (11-1917)
- Jérusalem (12-1917)
- Megiddo (9-1918)
- Damas (9-1918)
- Alep (10-1918)

Front d'Europe de l’Ouest
Front italien
Front d'Europe de l'Est
Front des Balkans
Front africain
Bataille de l'Atlantique
La bataille de Beer-Sheva ou de Beersheba (arabe : معركة بئر السبع, turc : Birussebi Muharebesi ou turc : Birüssebi Savaşı, français en 1917: Bir-ès-Seba ou Bir-Cheba) prend place le 31 octobre 1917, et fait partie de la campagne du Sinaï et de la Palestine, durant la Première Guerre mondiale.

## Contexte historique
Le général Allenby élabore un nouveau plan pour percer la ligne turque entre Gaza et Beersheba. Plutôt que de lancer des attaques frontales contre les Turcs protégés par de solides tranchées autour de Gaza sur la côte, il choisit d'utiliser trois de ses divisions pour feindre d'attaquer la ville côtière, tandis que la masse de ses forces se dirigera vers l'arrière-pays, sur Beersheba, afin de s'emparer de ses ressources d'eau stratégiques et de prendre les Turcs par le flanc gauche. Sans cette eau, les troupes montées d'Allenby ne pourront aller très loin par cette chaleur.
Face à Allenby sont engagés 35 000 Turcs, principalement la 8e armée et des éléments de la 7e armée sous les ordres du général allemand Kress von Kressenstein, qui dispose également d'un petit nombre de mitrailleuses, de pièces d'artillerie et de détachements techniques sous ses ordres. Cependant, sa position est affaiblie par ses longues lignes de ravitaillement.

## Déroulement de la bataille
L'opération est précédée par une habile manœuvre d'intoxication : un officier britannique, envoyé en reconnaissance vers les lignes turques, prend la fuite en abandonnant un sac à dos contenant, avec des sandwiches et divers effets personnels, les plans de la future offensive d'une force combinée franco-britannique débarquant au nord de Gaza tandis que la force principale de l'EEF attaquerait le long de la côte. Ce faux plan incite Kress von Kressenstein à déplacer une partie de ses forces vers la partie ouest du secteur, notamment la 19e division turque qui s'était distinguée à Gallipoli, et à ne laisser devant Beersheba, au sud de Jérusalem, que la 27e division (partie du IIIe corps) moins aguerrie et de recrutement principalement arabe.
L'offensive sur Beersheba, qui donnera également son nom à la bataille, dure toute la journée. Les Britanniques ont une supériorité numérique écrasante avec les 4 divisions d'infanterie du XXe corps plus les deux divisions à cheval du Desert Mounted Corps contre l'équivalent d'une brigade turque de 4 400 hommes avec 60 mitrailleuses et 28 pièces d'artillerie. Au crépuscule, une brigade de cavalerie australienne charge sur les défenses et les mitrailleuses turques et réussit à s'emparer de Beersheba et de ses précieux puits d'eau.
Kress von Kressenstein, dans son rapport, rejette la responsabilité de la défaite sur le colonel Ismet Bey (futur Ismet Inönü), chef du IIIe corps ottoman ; ce dernier fait valoir qu'il a vainement réclamé des renforts à Kress von Kressenstein et qu'en préservant sa 3e division de cavalerie, il a pu empêcher l'encerclement complet de ses troupes. Aucun rapport allemand ou ottoman ne mentionne de défection de soldats arabes et il est à noter que deux régiments arabes, totalisant à peine 1 400 hommes, ont tenu toute la journée du 31 octobre contre l'assaut de deux divisions britanniques. Aussi bien la 27e division arabe que la 3e division de recrutement turc se replient en relativement bon ordre. 
La 7e armée ottomane doit se replier vers les monts de Judée et aménager une nouvelle ligne de défense qui sera celle de la bataille de Jérusalem en décembre 1917.

Images de la bataille de Gaza-Beersheba
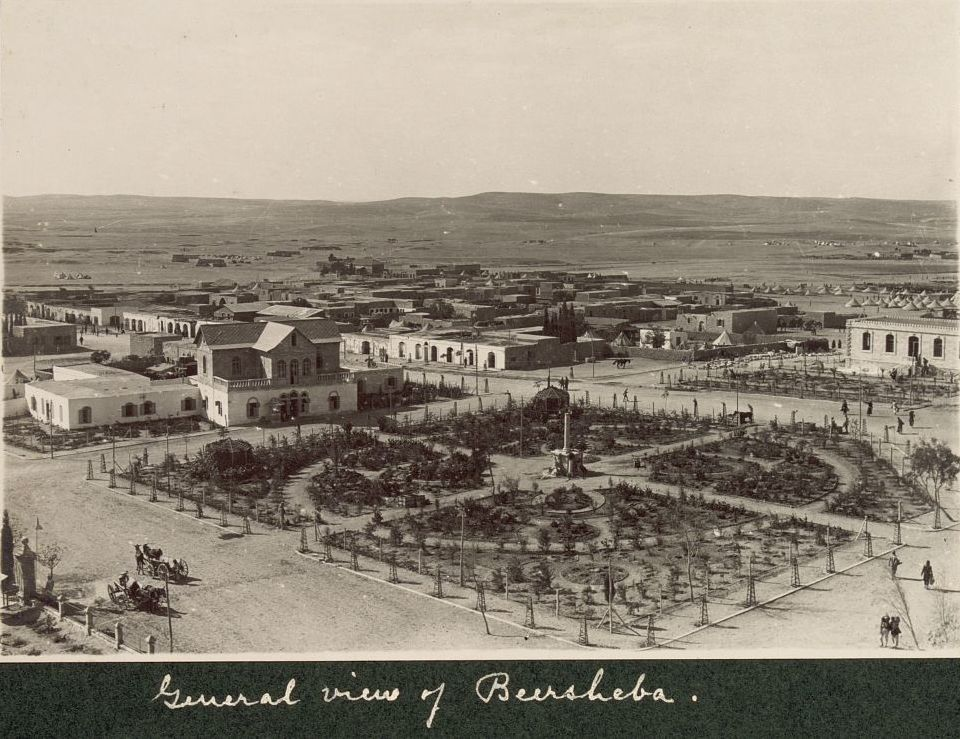
La ville nouvelle de Bir es-Seba (Beersheba) en 1917.
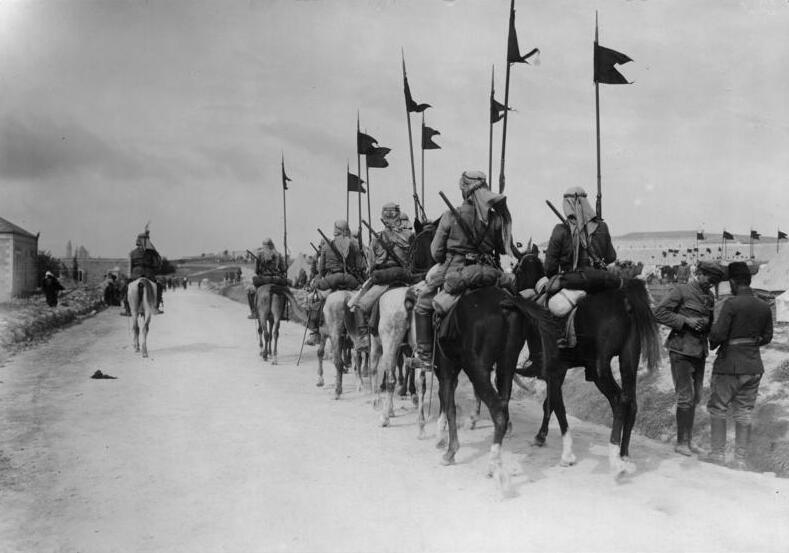
Cavaliers ottomans au sud de Jérusalem, avril 1917.
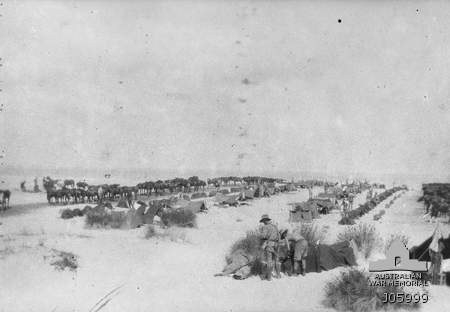
4e régiment monté australien à Khan Younès, août 1917.

## Au cinéma
La bataille a été représentée au cinéma en 1940 par Charles Chauvel dans Quarante mille cavaliers, et aussi en 1987 par Simon Wincer sous le titre La Chevauchée de feu.